# Chris Brown
Christopher Maurice Brown (født 5. maj 1989) er en amerikansk hiphop, pop og R&B sanger sangskriver, danser, musikvideoinstruktør og skuespiller. Han slog igennem med hittet "Run it". Brown har udgivet albummet Chris Brown samt adskillige singler såsom "Run it", "Gimme That", "Yo (Excuse Me Miss)" og "Say Goodbye". I 2007 har lavede han albummet Exclusive, der bl.a. indeholder hits som "Forever" og "With You". I 2008 lavede han sammen med Jordin Sparks sangen "No Air".
Han har medvirket i tv-serien Orange County og i Stomp the Yard, som er en film med dans og drama.
Brown er født og opvokset i den lille by Tappahannock, Virginia, søn af Joyce Hawkins og Clinton Brown. Han begyndte at danse i en alder af to. Han var påvirket af kunstnere hans forældre spillede hjemme, såsom Michael Jackson, Sam Cooke, Stevie Wonder, Donny Hathaway, Anita Baker og Aretha Franklin. Før han blev en sanger, var han interesseret i at blive rapper, men blev i stedet sanger, da hans mor påpegede hans sangstemme.
I en alder af 13 begyndte Brown og hans mor at lede efter muligheder for en pladekontrakt. Han blev opdaget af et lokalt produktionsteam, som besøgte hans fars tankstation på jagt efter nye talenter. I en alder af 15 blev Brown sat til at optræde for LA Reid og skrev i 2004 kontrakt med Jive Records. I begyndelsen af 2005 begyndte Brown at arbejde på sit debutalbum, hvor han arbejdede med folk som Scott Storch, The Underdogs, Dre & Vidal, Bryan-Michael Cox, Bow Wow, og Jermaine Dupri.
Chris Brown blev i 2009 anholdt for at have været voldeligt over for Rihanna, han havde slået hende og taget kvælertag på hende, truede hende med at ville slå hende ihjel når de kom hjem. Da de kom hjem råbte hun efter hjælp, hvorpå at nogle naboer ringede efter politiet. Dommen lød på 5 års betinget fængsel, samfundstjeneste og deltagelse i anti-voldskurser.

## Diskografi

### Studioalbums
- Chris Brown (2005)
- Exclusive (2007)
- Graffiti (2009)
- F.A.M.E. (2011)
- Fortune (2012)
- X (2014)
- Fan Of A Fan (2015)
- Royalty (2015)
- Heartbreak on a Full Moon (2017)
- Indigo (2019)

### Collaboration albums
- Fan of a Fan: The Album med Tyga (2015)
- Slime & B med Young Thug (2020)

## Eksterne links
- Wikimedia Commons har flere filer relateret til Chris Brown
- Chris Brown på Internet Movie Database (engelsk)
- Chris Brown på Filmdatabasen
- Chris Brown på Scope
- Chris Brown på Svensk Filmdatabas (svensk)
- Chris Brown på AlloCiné (fransk)
- Chris Brown på AllMovie (engelsk)
- Chris Brown på The Movie Database (engelsk)
- Chris Brown på Encyclopædia Britannica Online (engelsk)